# فرانك غلاسغو
فرانك غلاسغو (بالإنجليزية: Frank Glasgow)‏ هو لاعب اتحاد الرغبي نيوزيلندي، ولد في 17 أغسطس 1880 في دنيدن في نيوزيلندا، وتوفي في 20 فبراير 1939 في ويلينغتون في نيوزيلندا.

## وصلات خارجية
- فرانك غلاسغو عل موقع إسبنسكروم (الإنجليزية)